# Tisobarica thyteria
Espèce
Tisobarica thyteria est une espèce de lépidoptères de la famille des Oecophoridae.

## Répartition
Ce papillon se rencontre en Australie, y compris en Tasmanie.

## Systématique
Le nom valide complet (avec auteur) de ce taxon est Tisobarica thyteria (Meyrick, 1889).
L'espèce a été initialement classée dans le genre Hieropola sous le protonyme Hieropola thyteria Meyrick, 1889.
Tisobarica thyteria a pour synonyme :
- Hieropola thyteria Meyrick, 1889